# 2º Stormo

Un Fiat G.91R/1B all'Aeroporto di Treviso-Sant'Angelo nel 1982

Il 2º Stormo, prima denominato 2º Stormo Caccia, è uno stormo dell'Aeronautica Militare e dal 1º luglio 2007 svolge il ruolo di polo missilistico di riferimento per la difesa aerea nazionale. Dipende dal Comando delle Forze da Combattimento di Milano e oggi ha sede presso l'aeroporto di Rivolto nel comune di Codroipo, in provincia di Udine.
Lo stormo, intitolato alla memoria del capitano pilota Mario D'Agostini, ha alle sue dipendenze il Gruppo Missili e l’80º Gruppo OCU, che si occupa dell’addestramento ed abilitazione del personale di categoria Difesa Aerea Missilistica sul sistema d’arma SPADA e dal 2020 rappresenta un punto di riferimento all’interno della Forza Armata come polo missilistico, con l’introduzione del nuovo sistema d’arma SIRIUS e l’evoluzione dal Sirius verso il MAADS.

## Storia

### Lo stormo caccia
Il 2º Stormo Caccia Terrestre venne costituito sulla sede della Caserma La Marmora a Torino il giorno di Natale del 1925, assemblando il 7º Gruppo Autonomo Caccia Terrestre (dal campo di Ciampino con la 76ª Squadriglia caccia, 84ª Squadriglia, 86ª e 91ª Squadriglia su Fiat C.R.1 e Nieuport 29), l'8º Gruppo di Volo (dal Mirafiori (campo di volo) con la 92ª, 93ª, 94ª e 95ª su Ni 29 ed Ansaldo AC.2) ed il 13º Gruppo caccia (dall'Aeroporto di Venaria Reale con la 77ª Squadriglia aeroplani, 78ª Squadriglia Caccia, 82ª Squadriglia e 85ª Squadriglia su SPAD S.XIII e CR 1).
A far parte dello stormo furono chiamate squadriglie con gloriose tradizioni alle spalle, quali la 91ª di Francesco Baracca, di Fulco Ruffo di Calabria e di Ferruccio Ranza (comandante di Stormo dal 1927), la 77ª di Pier Ruggero Piccio e di Giannino Ancillotto e la 78ª di Guido Nardini ed Amedeo Mecozzi. Il 10 gennaio 1926 lo stormo conta su un organico di 405 uomini.
Il 10 gennaio 1927 il VII Gruppo esce dallo Stormo diventando autonomo, sostituito dal 23º Gruppo di Cinisello Balsamo con la 74ª Squadriglia, 75ª Squadriglia caccia e 79ª Squadriglia con i Ni 29 e dalla 83ª Squadriglia con i CR 1, ed in maggio i Nieuport vennero sostituiti dagli Ansaldo AC 3.
Dal 1928 al 1929 lo stormo è comandato da Pietro Pinna Parpaglia e dall'ottobre 1929 è comandato da Mario Ajmone Cat.
Dal 1929 il 7º ed il 23º Gruppo adottarono i nuovi Fiat C.R.20.
Il 19 novembre 1929 il 13° va Mirafiori seguito nel 1930 dallo Stormo.
Il 15 gennaio 1931 lo stormo perde il 23º Gruppo oltre alla 85ª Squadriglia del 13º Gruppo ed alla 95ª dell'8º Gruppo.
Dal 15 gennaio 1936 dipende dalla 2ª Brigata Aerea di Mirafiori del Generale Renato Mazzucco.
Tra il maggio 1934 e l'agosto 1935 lo stormo fu comandato Vittorio Marchesi.
Nel giugno del 1934 inizia il transito sui Fiat C.R.30, sui quali, nel mese di settembre 1935 per la Guerra d'Etiopia, si giungeva al rischieramento dell'8º Gruppo e di una parte del 13º Gruppo sull'aeroporto di El-Adem (poi Base aerea Gamal Abd el-Nasser).
Nel dicembre successivo l'intero reparto andava all'Aeroporto di Berca.
Il 24 maggio 1936 anche lo Stormo e la parte restante del 13º Gruppo partivano da Napoli sul piroscafo Città di Trieste e arrivavano il 27 all'Aeroporto di Benina, raggiungendo l'8º Gruppo.
Nel 1938 allo Stormo arrivano i Breda Ba.65 da assalto e nella primavera del 1939 i Fiat C.R.32 al posto dei Breda 65.
Il 9 agosto 1939 va a Castel Benito nell'Aeroporto di Tripoli.
Allo scoppio della seconda guerra mondiale, lo stormo è in Africa settentrionale (nell'Aeronautica della Libia - Ovest), con il 13º Gruppo a Castel Benito sui primi C.R.42 e l'8º Gruppo sui C.R.32 all'Aeroporto di Tobruch nella 14ª Brigata Aerea Rex (nell'Aeronautica della Libia - Est). 
Lo Stormo, comandato dal Colonnello Angelo Federici, era dotato di 45 CR 32 e 35 CR 42, con 73 piloti, 147 specialisti e 124 avieri.

### Seconda guerra mondiale

#### 1940
L'11 giugno 1940 una formazione di Bristol Blenheim e Gloster Gladiator inglesi attaccava il campo T3 di Tobruk, ma i lenti caccia dell'8° non riuscirono a raggiungerli. Nello stesso mese il reparto operò ottenendo dei successi (9 Blenheim abbattuti, un idro Short S.25 Sunderland e 3 Gladiator). A metà giugno erano state trasferite sul campo T2 di Tobruch la 77ª e la 82ª Squadriglia, del 13º Gruppo mentre la 78ª restava a Buka.
Alla fine di giugno l'8° cedeva i rimanenti CR 32 e il 1º luglio riceveva altri CR 42. All'inizio di luglio il 13º Gruppo si schierava con 18 CR 42 sul campo T3.
Il 9 agosto lo stormo avevano solamente 6 aerei operativi fino all'arrivo nello stesso mese dei motori con gli apparati antisabbia.
Il 4 settembre lo Stormo attacca una formazione di Blenheim in volo sulla Marmarica abbattendone 2. Quindi il reparto si fraziona con le squadriglie disposte all'Aeroporto di Martuba, al T4 di Tobruch, al T2 e a Sidi Hamed el Magrum (80 km a sud di Bengasi), l'8º Gruppo, ad Uadi Tamet (ad ovest di Sirte) e Monaster ed il 13° all'Aeroporto militare di Gambut.
Al 15 settembre lo stormo disponeva di 56 CR 42 operativi ed il 25 settembre avviene uno scontro tra 3 CR 42 e 6 bombardieri inglesi. Gli italiani attaccarono la seconda pattuglia della formazione riuscendo ad abbatterne 2.
L'11 dicembre l'8º Gruppo rimase con un solo velivolo operativo, cedendolo al 13º Gruppo che, con gli aerei efficienti rimasti, va a Bengasi. Successivamente anche questo reparto, con pochi velivoli operativi, ripiega su Tobruk, mentre gli aerei inefficienti rimasero sull'Aeroporto di Benina.
Il 20 dicembre i primi aerei dello Stormo iniziavano a tornare in Italia.
Per i primi sei mesi di operazioni vengono effettuate 2403 missioni, abbattendo 45 velivoli nemici e perdendone 13, mentre perdono la vita dieci piloti. Per l'operazione venne conferita una medaglia d'argento al valor militare.
Il reparto viene rischierato in Italia alla fine del 1940 per la difesa delle principali città del settentrione e del centro.

#### 1941
Lo Stormo si rischierava a Mirafiori il 20 gennaio 1941 con 68 piloti e 119 specialisti, in attesa dei nuovi Macchi M.C.202 quando il reparto disponeva di 12 CR 42 ceduti dal 157º Gruppo.
Per due mesi ebbe il compito di difesa di alcuni aeroporti dell'Italia settentrionale come Torino, Milano, Genova e Savona. Alla fine di febbraio arrivarono i primi Macchi M.C.200 portando la dotazione del reparto a 62 MC 200 e 22 CR 42. Fino alla fine di novembre successivo lo stormo svolse un servizio d'allarme con spostamenti di sede: all'Aeroporto di Novi Ligure, Aeroporto di Varese-Venegono, Aeroporto di Albenga, Aeroporto di Piacenza-San Damiano, Aeroporto di Bergamo-Orio al Serio, Aeroporto di Jesi, Aeroporto di Milano-Linate, vigilando fin sulla costa adriatica e con la 93ª Squadriglia inquadrata per un periodo nel 54º Stormo.
Il 25 novembre l'8º Gruppo tornava in Africa settentrionale, prima al campo K3 di Bengasi poi, arretrato a El Nufilia (circa 20 km ad ovest di Ben Giauad nel Distretto di Sirte) ed il 13º Gruppo andava a Ciampino.

#### 1942
Nel gennaio 1942 il comando di Stormo era all'Aeroporto di Torino-Caselle con una squadriglia d'allarme; altre sezioni d'allarme diurno e notturno erano sugli aeroporti di Albenga, Genova, Novi Ligure, Venegono e Sarzana.
Il 14 febbraio lo Stormo va sull'aeroporto K3 di Bengasi, dove era arrivato anche l'8º Gruppo per la difesa del porto della città. 
Alla fine di febbraio il 13º Gruppo va a Castel Benito ed ai primi di marzo a Misurata. Dopo quasi un mese il Gruppo va sul campo K3 insieme all'8º Gruppo ed il comando di Stormo.
Nel mese di aprile il comando di Stormo passa dal Colonnello Umberto al Maggiore Athos Ghelardi. 
Nel mese di maggio lo Stormo va a Martuba, poi a Ain Gazzale (a sud di Sirte): l'8º Gruppo va ad Abu Haggag (Fuka) ed il 13º a Bu Amud. 
I due gruppi arrivarono alla fine dicembre con 3 MC 200 l'8º Gruppo e 10 Macchi 200 più 3 MC 202 il 13º. Il 10 dicembre l'8º Gruppo iniziava il rientro in Italia per riorganizzarsi e il 13º, ricevuti gli aerei operativi dell'altro gruppo, restava in Libia.
In questo periodo gli MC 200 dello Stormo effettuarono più di 4800 missioni belliche per quasi 9000 ore di volo.
L'8º Gruppo con gli MC 200 va Sarzana per scorta alle navi e difesa di La Spezia.

#### 1943
Il 13º Gruppo prese parte alla campagna di Tunisi. Nei primi mesi del 1943 opera anche con gli MC 200 armati con bombe alari da 15 kg: il 10 gennaio, su 17 velivoli che presero parte ad un attacco a Tanner e su una colonna meccanizzata, 12 rientrarono bersagliati dalla contraerea ed uno venne abbattuto; il giorno dopo 3 aerei nella stessa azione venivano attaccati al rientro da una formazione di Curtiss P-40 e 2 aerei italiani vennero abbattuti. Il 22 gennaio 1943 venne ferito gravemente il tenente Giorgio Savoja su Macchi 202 del 13º Gruppo, di scorta ai bombardieri SM-79. Poi il gruppo rientra in Italia lasciando ad altri gruppi i 5 aerei operativi.
Lo stormo usò i Macchi M.C.200 e i M.C.202, per circa un anno, fino al gennaio del 1943 quando venne sciolto dopo 10.000 ore di volo ed ingenti perdite.
A Caselle, il 13º Gruppo del Ten. Col. Vincenzo Dequal riceve una decina di MC 202 nel mese di luglio. Il gruppo venne poi trasferito in Sicilia, dove i 202, appena atterrati, vennero resi non operativi dal bombardamento di una formazione nemica.
Il gruppo venne poi inviato all'aeroporto di Arena Metato per il servizio d'allarme con i caccia Dewoitine D.520 catturati sugli aeroporti francesi. Il 13 agosto veniva sciolto lo Stormo ed i suoi due gruppi divennero autonomi, l'8º a Sarzana e il 13º in Sardegna all'Aeroporto di Olbia-Venafiorita. Nei primi sette mesi del 1943 lo stormo effettuò 1520 ore di volo, 19 combattimenti con 8 aerei nemici abbattuti e 5 distrutti al suolo.
Successivamente all'armistizio dell'8 settembre dopo il ritiro dei tedeschi dalla Sardegna il 13º Gruppo, o meglio la 82ª, si riportava di sua iniziativa da Venafiorita a Casa Zeppera vicino ad Oristano per andare insieme al 155º Gruppo (poi 155º Gruppo ETS) del 51º Stormo per combattere durante la guerra di liberazione. 
L'8º Gruppo del comandante Maggiore Bacich, il gruppo (dislocato a Sarzana) all'alba dell'8 settembre va con 22 MC 200 prima a Guidonia Montecelio poi a Castiglione del Lago. Il 10 settembre visto che l'aeroporto di Sarzana era in mani tedesche Bacich trasferiva il gruppo sull'Aeroporto di Decimomannu, il 13 settembre sulla Base aerea di Sciacca, il 16 settembre ad Agrigento, il 22 settembre a Korba (Tunisia) e il 1º ottobre all'Aeroporto di Lecce-Galatina.
Nella primavera del 1944, quando il reparto era in Sardegna, su ordine del Tenente Colonnello Duilio Fanali, comandante del Raggruppamento Caccia dell'Unità Aerea, 11 MC 200, 2 CR 42 ed un Fiat G 50 si spostarono ai primi di giugno a Leverano nel 5º Stormo.
L'11 luglio attaccarono un treno blindato tedesco in Kosovo. 
Poi ancora da Lecce il gruppo con gli MC 202 operò su vari obiettivi in territorio balcanico, da Scutari a Tirana, Durazzo, ecc., combattendo fino al termine della guerra (5 maggio 1945).

### La ricostituzione
Il 13 dicembre 1950 lo stormo viene ricostruito sull'aeroporto di Vicenza con il solo 8º Gruppo su North American P-51D Mustang. In seguito, il reparto cambiò base nel mese di giugno e si trasferì sull'aeroporto di Orio al Serio dove nel 1953 viene raggiunto dal 13º Gruppo. Nel 1954 viene consegnata la bandiera e l'anno dopo, il 1955, inizia la consegna dei primi aerei a getto de Havilland DH.100 Vampire. Nel 1956 lo stormo, dopo l'aggiunta del 14º Gruppo (o XIV Gruppo) e dopo aver ceduto ad altri reparti i Mustang, completa la transizione su aerei a reazione e cambia denominazione in 2ª Aerobrigata Intercettori Diurni (o 2ª Brigata Aerea Intercettori Diurni). Nello stesso anno arrivano i North American F-86E Sabre che progressivamente sostituiranno i Vampire.
Dal 13 aprile 1956 al 23 settembre 1957 è comandato da Vincenzo Lucertini futuro Capo di stato maggiore dell'Aeronautica Militare.
Nel 1957 il Reparto viene spostato a Cameri e nello stesso anno venne fondata la Pattuglia Acrobatica Nazionale, che prende il nome di Lanceri Neri dallo stemma della Brigata, equipaggiata su sei velivoli North American F-86 Sabre dal caratteristico colore nero con le ali dipinte con il tricolore.
La Brigata venne sciolta nuovamente nel 1962, per poi essere ricostruita nel 1964 a Treviso come 2º Stormo Caccia con il 14º Gruppo e con il 103º Gruppo e i nuovi FIAT G-91R.
Nel 1989 il 103º Gruppo viene assegnato al 51º Stormo mentre il 14º Gruppo rimane con il 2º Stormo e nel 1991 inizia la transizione sul nuovo velivolo AMX in sostituzione dei G-91R. 
Nel 1994 il 2º Stormo viene trasferito sulla base di Rivolto, già sede delle Frecce Tricolori e occasionale base di rischieramento durante le numerose esercitazioni negli anni 70 e 80. Dalla nuova base, il 2º Stormo partecipa con i suoi assetti all'Operazione Decisive Endeavour con missioni di supporto aereo in favore delle forze di terra delle Nazioni Unite dispiegate in Bosnia ed Erzegovina in ambito all'operazione "Implementation Force".
Nel 1999 il 14º Gruppo partecipa all'Operazione Allied Force rischierandosi sulla base di Amendola (FG) con 3 velivoli AMX, ottenendo lusinghieri risultati. 
Nell'ottobre 2002 il 14º Gruppo viene sciolto e posto in Riserva, e nel dicembre dello stesso anno viene posto alle dipendenze dello Stormo il 313º Gruppo Addestramento Acrobatico, le Frecce Tricolori.

### Il reparto missili
Il 1º luglio 2007, nell'ottica della riorganizzazione dell'Aeronautica Militare, passano sotto il comando del 2º Stormo i Gruppi Intercettori Teleguidati (58º, 72º e 80º), poi soppressi nel 2009 e il Reparto Missili del disciolto 17º Stormo, mentre il 313º Gruppo Addestramento Acrobatico torna ad essere Gruppo autonomo.
Il Gruppo missili viene dotato del Sistema missilistico Spada 2000 per la difesa antiaerea, dotato del missile Aspide. Questo sistema è in corso di ritiro a causa di obsolescenza.
Nel mese di settembre 2020 il Gruppo Missili si è dotato di un nuovo sistema, la cui seconda unità è stata consegnata il 16 marzo 2021. Si tratta del Posto Comando SIRIUS, cuore di un sistema BMC4 (Battle Management Command, Control, Communication & Computer) che integra un radar di scoperta multifunzionale KRONOS 3D LAND di moderna concezione con apposito apparato hardware e software. È stato adottato dall’Aeronautica Militare per l’aggiornamento di una parte delle precedenti batterie missilistiche di difesa aerea SPADA/Aspide. II SIRIUS è dotato di grande mobilità grazie ad un proprio veicolo dedicato, del tipo 8x8 ad alta mobilità sia fuoristrada che su lunghe percorrenze stradali oppure per via aerea anche su velivoli tattici C-130, circostanza che ne consente lo spostamento in tempi molto rapidi, sia a livello tattico che strategico.
Il sistema sarà integrato da tre lanciatori, ciascuno dotato di 8 celle di lancio per il nuovo missile CAMM-ER di MBDA, dotato di una portata di circa 45 km che costituiranno le unità di fuoco che potranno essere dislocate anche a distanza significativa rispetto al sistema BMC4, tale assieme formerà il MAADS (Medium Advanced Air Defence System), ovvero un sistema di difesa contraerea dotato di efficacia contro un ampio spettro di minacce. Infatti il missile è in grado di contrastare Air Breathing Threats (ABT), come caccia e aerei d’attacco, bombardieri, elicotteri, velivoli non pilotati, droni, missili da crociera minacce con motori a razzo come missili superficie-superficie, missili balistici tattici o missili anti-radiazioni.
I lanciatori saranno installati su camion Astra 8x8, a loro volta dotati di grande mobilità su strada su lunghe distanze e fuoristrada che potranno essere connessi con il sistema di comando e controllo, mediante un sistema radio che gli consentirà di essere posizionati anche a grande distanza dal posto comando. Ciascun lanciatore trasporta 8 celle caratterizzate dal sistema di lancio di tipo Soft Vertical Launch, che vede l’espulsione del missile dal canister “a freddo” (con l’impiego di un generatore di gas) e l’attivazione del motore quando il missile è distante e già in fase di turn-over, ovvero la virata che da un volo verticale lo porta ad un volo orizzontale verso il bersaglio. Ciò consente di evitare che l’area di lancio venga investita dal getto del motore, a vantaggio dell’integrità del lanciatore e della sicurezza del personale.
Grazie ad una grande mobilità il SIRIUS risulterà facilmente proiettabile per intervenire in contesti particolari, sia sul territorio nazionale che internazionale, ovvero laddove vi sia l’interesse di mantenere il controllo di uno spazio aereo, il MAADS potrà essere dispiegato sia come sistema d’arma completo, oppure utilizzando solamente il SIRIUS, come sistema di comunicazione, scambio dati e sistema di sorveglianza di precisione con elevate capacità di discernimento e definizione dello spazio aereo, allo scopo di definire il ruolo indicato come RAP Enhancer (Reconnaissance Air Picture) o Gap Filler, in presenza di zone senza una adeguata copertura radar (come potrebbe essere una circondata da montagne) colmando delle lacune nell’ambito di un quadro di sorveglianza aerea. 
Secondo i piani previsti per l’Aeronautica Militare, il Gruppo Missili riceverà un totale di 4 sistemi MAADS dotati di 1 SIRIUS e di 3 lanciatori ciascuno, con la relativa dotazione di missili CAMM-ER.

## Organizzazione
Il 2º Stormo dipende dal Comando forze da combattimento, con sede a Milano.

### Reparti dipendenti
- Reparto missili (questa organizzazione è relativa al vecchio sistema Spada in corso di dismissione)
  - 700º Gruppo mobile sistemi missilistici - con batterie missilistiche "Spada" (a corto raggio, destinate alla difesa di punto) da tre sezioni ciascuna
  - 701º Gruppo mobile sistemi missilistici - con batterie missilistiche "Spada"
  - Gruppo Addestramento Sistemi Missilistici
- 602ª Squadriglia collegamenti - S.208M
- Gruppo Protezione delle Forze
- 80º Gruppo OCU
- il 402º Gruppo Supporto Tecnico Operativo,
- il 502º Gruppo Supporto Logistico Operativo,
- l’Infermeria di Corpo, la Compagnia Protezione delle Forze ed il Servizio Amministrativo.

Il 2º Stormo fornisce inoltre supporto tecnico, amministrativo e logistico al 313º Gruppo (Autonomo) Addestramento Acrobatico, noto più comunemente come Frecce Tricolori. Le altre unità dipendenti sono gli organi di staff costituiti da Ufficio Comando, Ufficio Operazioni, Ufficio Sicurezza Volo e Servizio Locale e Comprensoriale di Prevenzione e Protezione.

## Araldica

Stemma del 2º Stormo dalla fondazione sino alla fine della seconda guerra mondiale.
Emblema del 2º Stormo durante la seconda guerra mondiale.
Stemma ricavato da quello dello 8º Gruppo caccia terrestre nel settembre 1943.
Stemma dello 8º Gruppo caccia terrestre